# Jihočeská Theléma
Jihočeská Theléma byl kroužek mladých českých romanistů, kteří se rozhodli přeložit do češtiny jedno ze stěžejních a nejnesnadnějších děl světové literatury, Gargantuu a Pantagruela od Françoise Rabelaise.
Iniciátorem kroužku byl docent pražské filozofické fakulty Prokop Miroslav Haškovec (1876–1935), později profesor filozofické fakulty v Brně. V roce 1908 uveřejnil článek v České mysli, ve kterém rozebral myšlenku Rabelaisovy Thelémy, což řecky znamená svobodnou vůli. Slavný spisovatel tím myslel společenství svobodných a vzdělaných lidí obojího pohlaví. Ze svých posluchačů pak P. M. Haškovec sestavil v roce 1909 Českou Thelému, jejímiž členy se stali Jan Čart (1885–1943), František Kamarýt (1887–1914), Stanislav Malec (1887–?), Josef Rejlek (1888–1958) a Karel Šafář (1889–1970).
V letech 1909–1911 překládali první knihu (Gargantuu), a to tak, že každý přeložil několik kapitol, které si pak vzájemně kritizovali a upravovali. Tři veršované kapitoly přebásnil Dr. J. Munk, celkovou redakci provedl J. Rejlek. Kniha vyšla v souvislosti se vznikem nové tiskárny A. Reise na Vyšehradě na jaře v roce 1912. 
Při překladu druhé knihy odstoupili J. Čart a S. Malec a zbývající jihočeští členové (Kamarýt, Rejlek, Šafář) přejmenovali kroužek na Jihočeskou Thelému. F. Kamarýt ve válce padl, proto překlad dokončovali J. Rejlek a K. Šafář. Použili dílčí překlady, které zanechali S. Malec a brněnský student Cyril Vaněk. Část překladu provedl nový člen kroužku Alois Krajíc (1899–1977) a některé verše Miroslav Haller (1901–1968). Redakci celého překladu provedl K. Šafář, který také prosadil překlad poslední páté knihy, kde je Rabelaisovo autorství nejisté, a doplnil knihu spolu s Rejlkem rozsáhlým poznámkovým aparátem. Celá kniha vyšla v roce 1931 a byla velmi kladně přijata (F. X. Šalda, V. Vančura).
Po válce (1953) překlad revidoval Josef Kopal (1883–1966), který také napsal předmluvu o životě a díle autora, ilustrace Gustava Doré vybrali Václav Vilém Štech (1885–1974) a Jiřina Vydrová. Nové moderní ilustrace ve vydání z roku 1968 jsou dílem Zdenka Seydla (1916–1978).
Tento kolektivní překlad bývá označován za jeden z největších překladatelských výkonů v českém jazyce, protože překladatelé museli vyřešit stovky slovních hříček a zachovat bohatost i ducha originálu.